# 海宝精
海宝 精（海寶 精、かいほう きよし、1872年2-3月（明治5年1月） - 没年不明）は、大日本帝国陸軍軍人。最終階級は陸軍少将。

## 経歴・人物
千葉県出身。1892年（明治25年）陸軍士官学校第3期卒業。
1916年（大正5年）4月に陸軍歩兵大佐・歩兵第5連隊長、1918年（大正7年）4月に台湾歩兵第1連隊長を経て、1920年（大正9年）1月に陸軍少将に昇進と同時に待命、同年5月に予備役に編入した。

## 家族
三女の昌子（1906年生）は渡部朔の養女となり、のち陸軍獣医・籾山英次の養女となった。